# الدوري السلوفيني لكرة القدم 1924–25
الدوري السلوفيني لكرة القدم 1924–25 هو موسم من الدوري السلوفيني لكرة القدم ‏. فاز فيه ND Ilirija 1911 ‏.